# کیاگ (نیویورک)
کیاگ (به انگلیسی: Quiogue) یک منطقهٔ مسکونی در ایالات متحده آمریکا است که در Southampton واقع شده‌است. کیاگ ۸۱۶ نفر جمعیت دارد و ۷ متر بالاتر از سطح دریا واقع شده‌است.